# NGC 8
NGC 8 è una stella binaria nella costellazione di Pegaso; fu scoperta dall'astronomo Otto Wilhelm von Struve il 29 settembre 1865.

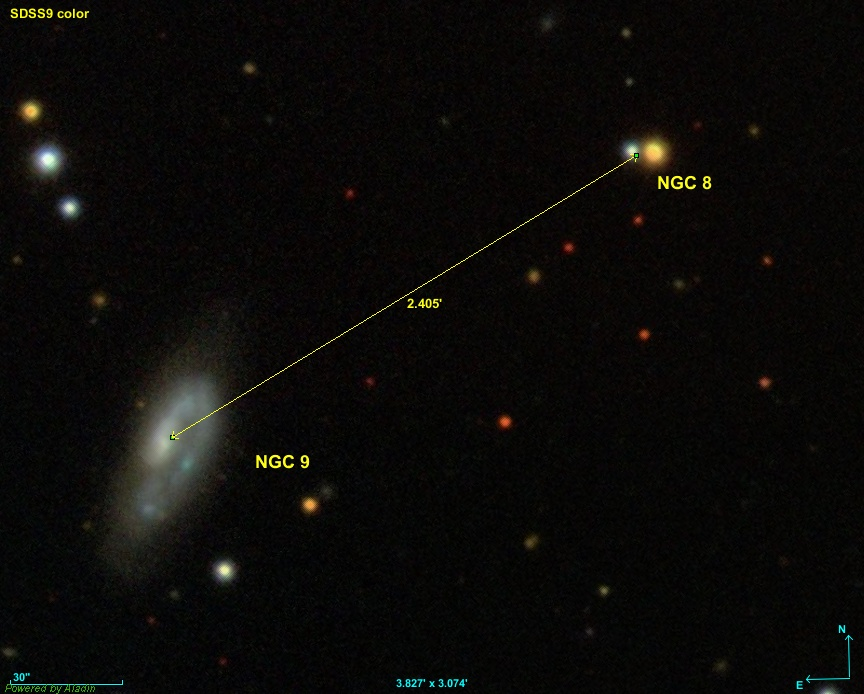
NGC 8 in un'immagine dello Sloan Digital Sky Survey.